# Nancy Dumais
Nancy Dumais, née le 22 décembre 1964, est une auteure-compositrice-interprète québécoise.

## Biographie
Nancy a vu le jour le mardi 22 décembre 1964 à l'hopital de Dolbeau au Lac St-Jean. Ses parents sont établis à Mistassini, et c'est là qu'elle vivra jusqu'à l'adolescence. Pendant cette période, au début des années 1980, elle écoute beaucoup la musique de Diane Tell à qui elle voue une grande admiration.
Après quelques allers-retours entre Montréal et le Lac St-Jean alors qu'elle est inscrite au CEGEP en Arts Plastiques, elle se dirige vers le graphisme. Ses préférences musicales se tournent alors vers Francine Raymond et Laurence Jalbert.
En 1992, lors du Festival du Bleuet de Mistassini, elle monte sur scène, et choisit d'interpréter une chanson de Laurence Jalbert, « En Courant ». Comme deuxième choix, et ce dans un registre totalement différent, elle y va d'une chanson d'Offenbach, « Mes Blues Passent Pu Dans Porte », originellement chantée par Breen Lebeuf. Au moment de quitter la scène elle entrevoit avec surprise l'artiste qui va lui succéder, ce même Breen Lebeuf.
Nancy n'a pas de formation musicale, à ce stade-ci elle agit comme interprète, mais elle sent qu'elle a des choses à dire et se met à écrire des paroles de chansons que Martin Bachand l'aidera à mettre en musique. Elle s'inscrit deux fois au Festival de la Chanson de Granby, en 1993 et 1994, elle obtient le deuxième prix au concours Sorel Pop en tant qu'interprète, puis remporte le concours comme auteure compositrice interprète lors de sa deuxième participation en 1994. On peut aussi ajouter une présence aux Étoiles du Capitole.
A cette époque, on note un réel engouement pour les chanteuses rockeuses qui ne se gênent pas pour peindre la réalité avec un mordant qui dérange. L'attention musicale de Nancy se tourne en partie vers les figures de proue de ce mouvement, Sheryl Crow et Alanis Morissette, mais aussi vers des groupes aussi différents que les Corrs et Radiohead.
Les différents concours auxquels elle a participé lui ont permis d'acquérir l'expérience de scène dont elle avait besoin, tout en se forgeant une confiance nécessaire à l'étape suivante, celle d'aller cogner aux portes des maisons de disques. De ce côté-là, l'intérêt pour le matériel de Nancy est évident, mais il faut aussi convaincre les producteurs de passer outre leur phobie de la chanteuse à lunettes. En bout de ligne, Polygram lui fait confiance et elle entreprend la production de son premier album "Parler Aux Anges" sous la direcion de Tino Izzo et avec la complicité de Martin Bachand.
Cet album consacrera le talent de Nancy avec 5 extraits qui rejoindront le top 10, ainsi que 6 nominations au Gala de l'ADISQ: 
1997:
Chanson Populaire de l'année avec "Soudés à Jamais" 
1998:
Chanson Populaire de l'année avec "Parler aux Anges"    
Interprète féminine de l'année     
Révélation de l'année     
Album de l'année Pop-Rock     
Réalisateur de l'année (Tino Izzo) 
Après avoir participé au Festival des Montgolfières de St-Jean sur le Richelieu en 1997 (première partie de Daniel Bélanger), c'est pendant la même année qu'elle entreprendra la tournée "Parler Aux Anges", initialement en première partie de Bruno Pelletier puis, dans le désordre, de Moist, de Kevin Parent, et même d'Alanis Morissette dont elle garde un souvenir très précieux. Après ces partenariats, la tournée prend son envol et l'amènera à offrir une centaine de spectacles complets de "Parler Aux Anges" à travers le Québec", incluant un arrêt aux Francofolies de Montréal.
C'est pendant cette tournée qu'elle écrit la majorité des chansons qui composeront "Le Nombril". Cet album verra le jour en février 2001, après un temps d'arrêt qui lui aura permis de mettre au monde son petit bonhomme prénommé Emile.
Très attendu, l'album "Le Nombril" est louangé par la critique, et nous offre une Nancy Dumais plus mature, plus sûre d'elle même. Elle l'emmène en tournée, cette fois-ci en première partie d'Eric Lapointe, puis aux Francofolies de Montréal et au Festival d'été de Québec.
Nancy est à nouveau en nomination au gala de l'ADISQ en 2021, dans les catégories album de l’année Pop-Rock et Vidéo de l’année (Le Nombril)
On peut retrouver la voix de Nancy Dumais comme choriste sur le dernier album d'Alain Simard, et elle a offert la chanson "Au Delà Des Mots" à Luce Dufault, qui en a fait la pièce titre de son plus récent album. Elle a aussi contribué au premier album de Véronic Dicaire avec les chansons "Feel Happy" et "Aide-moi".
Généreuse de son temps et de ses efforts, Nancy a co-animé les galas d'Opération Enfants Soleil, section Québec, en 1998 et 1999. Elle a participé au Gala « Çà m'chante » en interprétant la chanson « Le Silence » et s'est jointe à Catherine Durand, Elyzabeth Diaga, Marie-Chantal Toupin et J. Gaines pour le spectacle « Une Promesse Pour L'Avenir » organisé au profit des hôpitaux pour enfants de la métropole, Ste-Justine et Montreal Children. Nancy a aussi collaboré à l'album concept de Gilles Vigneault, « Un Trésor Dans Mon Jardin », en interprétant la « Montagne Secrète ».

En septembre 2003, elle lance son troisième album, cette fois avec la maison Octant, de suberbes ballades et quelques pièces à saveur rock qui en feront certainement un favori du public.

## Vidéographie

### Clips
- Le $ de ton amour
  - Réalisation : RADAR FILMS
  - 2004
- Le Nombril
  - Réalisation : RADAR FILMS
  - 2001
- Mais je t'aime
  - Réalisation : SWATT FILMS
  - 1998
- Parler aux anges
  - Réalisation : SPYKEFILM
  - 1998
- Ton visage
  - Réalisation : SPYKEFILM
  - 1997
- Soudés à jamais
  - Réalisation : SPYKEFILM
  - 1997